# 2B11 Sani
Le 2B11 Sani (Traîneau en russe) est un mortier de 120 mm produit par l'Union soviétique à partir de 1981. L'arme est une amélioration basée sur le mortier PM-43 (en). Il a été développé à l'Institut central de recherche de Petrel à Nijni Novgorod en 1979.
Le 2B11 est utilisé par l'Égypte et les pays issus de l'ex-URSS.

## Développement
Le developpement a débuté à la fin des années 1970 à l'Institut central de recherche de Petrel à Nijni Novgorod. L'idée de base était de créer un nouveau mortier pour être utilisé au niveau du régiment et qui disposerait de performances accrues par rapport au PM-43. Le design général du mortier est resté très basique et reprend en grande partie le design du PM-43. Cependant de nouveaux matériaux ont été utilisés ce qui réduit le poids 65 kg et la plupart des éléments du mortier ont été retravaillés. Un mécanisme de sureté a été installé sur la bouche du canon qui empêche de charger un nouvel obus tant que le précédent n'a pas été tiré. Le bipied a été revu, une barre de soutien a été installée sur le pied principal pour apporter une meilleure stabilité lors du tir.

### 2S12 Sani
2S12 est en fait l'indicatif de la combinaison du mortier lourd 2B11 "Sani" avec son véhicule de transport 2F510, un camion 4×4 GAZ-66-15.

### Tundzha-Sani
Le Tundzha-Sani etait un projet de transformer des MT-LB en mortier automoteur en y installant un mortier 2B11 dans le compartiment passager et en créant une trappe sur le toit à l'arrière du véhicule. L'idée est apparue dans les années 1960, au début un mortier PM-43 (en) était utilisé et par la suite le 2B11. Cependant à la suite du développement du canon de 120 mm 2A51 et du canon/mortier automoteur 2S9 l'Union Soviétique a décidé que produire des Tundzha-Sani n'était plus nécessaire. Cependant la Bulgarie a continué a développer ce modèle et l'a intégré à son armée, en 2017 elle en comptait 215 encore en service.

## Description

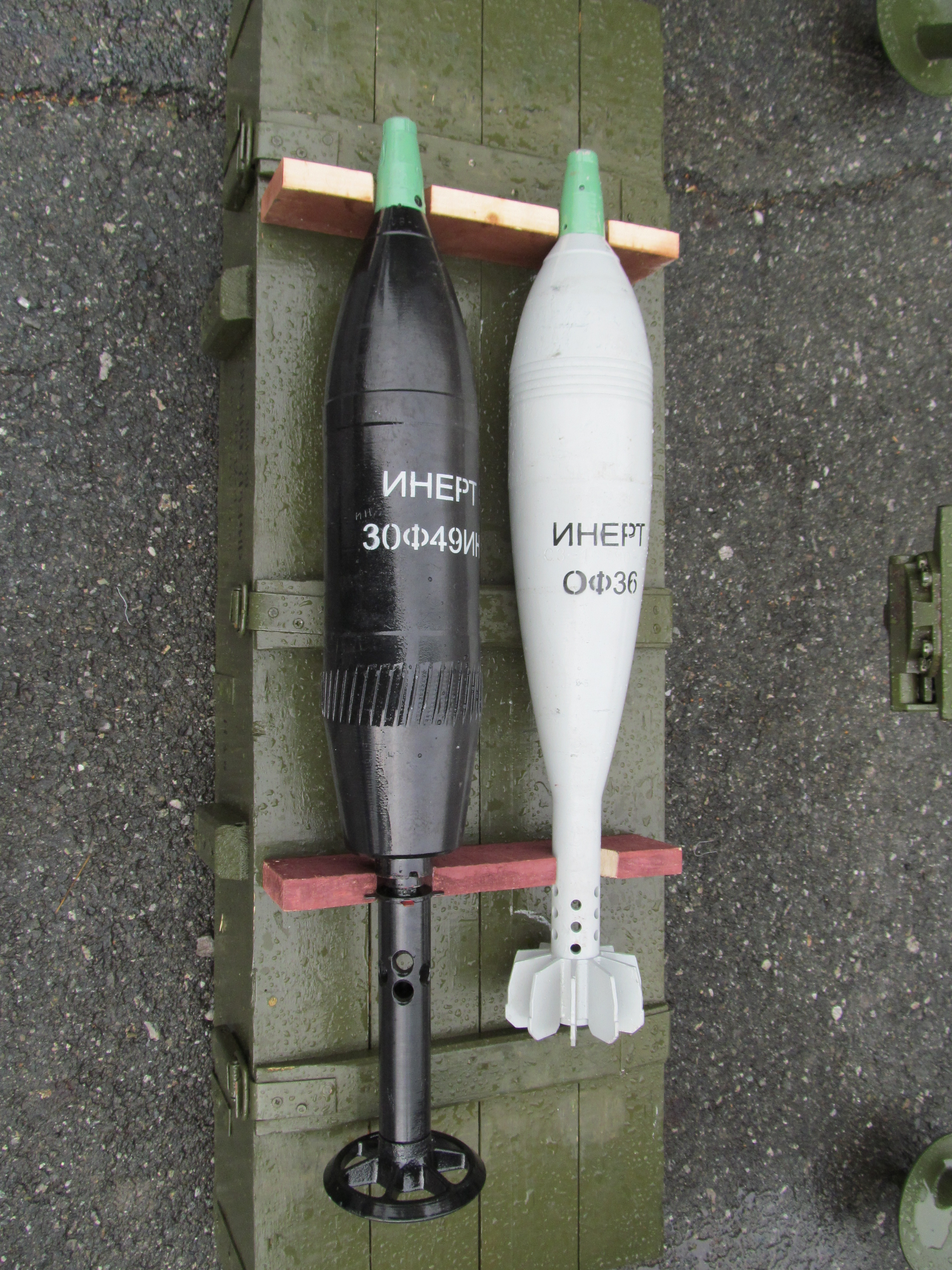
Obus 120 mm

Le 2B11 est mortier à âme lisse chargé par la bouche qui tire des obus de 120 mm. Contrairement à beaucoup de mortiers de plus petit calibre la mise à feu des obus ne se fait pas par gravité mais par percussion en général via une petite cordelette qui actionne le percuteur. La portée maximale du 2B11 est de 7,1 km et sa portée minimale est de 460 m mais la portée peut varier en fonction des munitions. La cadence de tir se situe en 10 et 15 coups par minute. Il utilise le viseur de tir indirect MPM-44M.
Le 2B11 est composé du canon, une plaque de recul, deux roues et un trépied. Le canon fait environ 1,70 m pour 75 kg, le poids total du mortier est lui d'environ 280 kg.
Ses 2 roues lui permettent d'être tracté directement par un véhicule ce qui réduit le temps d'installation du système.
Il est compatible avec les obus guidés par laser KM-8 Gran (en) et Kitolov-2M (en),.

## Le 2B11 comparé à d'autres mortiers
| Nom          | Poids      | Angle de tir | Angle de pointage | Cadence de tir | Portée            | Projectile            | Poids du projectile | Poids de l'explosif | Commentaires                                                 |
| ------------ | ---------- | ------------ | ----------------- | -------------- | ----------------- | --------------------- | ------------------- | ------------------- | ------------------------------------------------------------ |
| 2B11         | 210-280 kg | 45–80°       | 5°                | 12–15 cpm      | 460–7180 mètres   | 120 mm HE unspecified | 16,8 kg             | ?                   | Nouveau type de projectile, le poids inclut le chariot       |
| Soltam K6    | 145 kg     | 45–85°       | 14°               | 16 cpm         | 300–7240 mètres   | 120 mm M933           | 13,65 kg            | 2,99 kg             | —                                                            |
| MO-120-RT-61 | 582 kg     | 30–85°       | 14°               | 18 cpm         | 1100–13000 mètres | 120 mm PRPA           | 18,6 kg             | 2,7 kg              | obus aidé d'une fusée l'obus normal a environ 8 km de portée |

## Utilisateurs

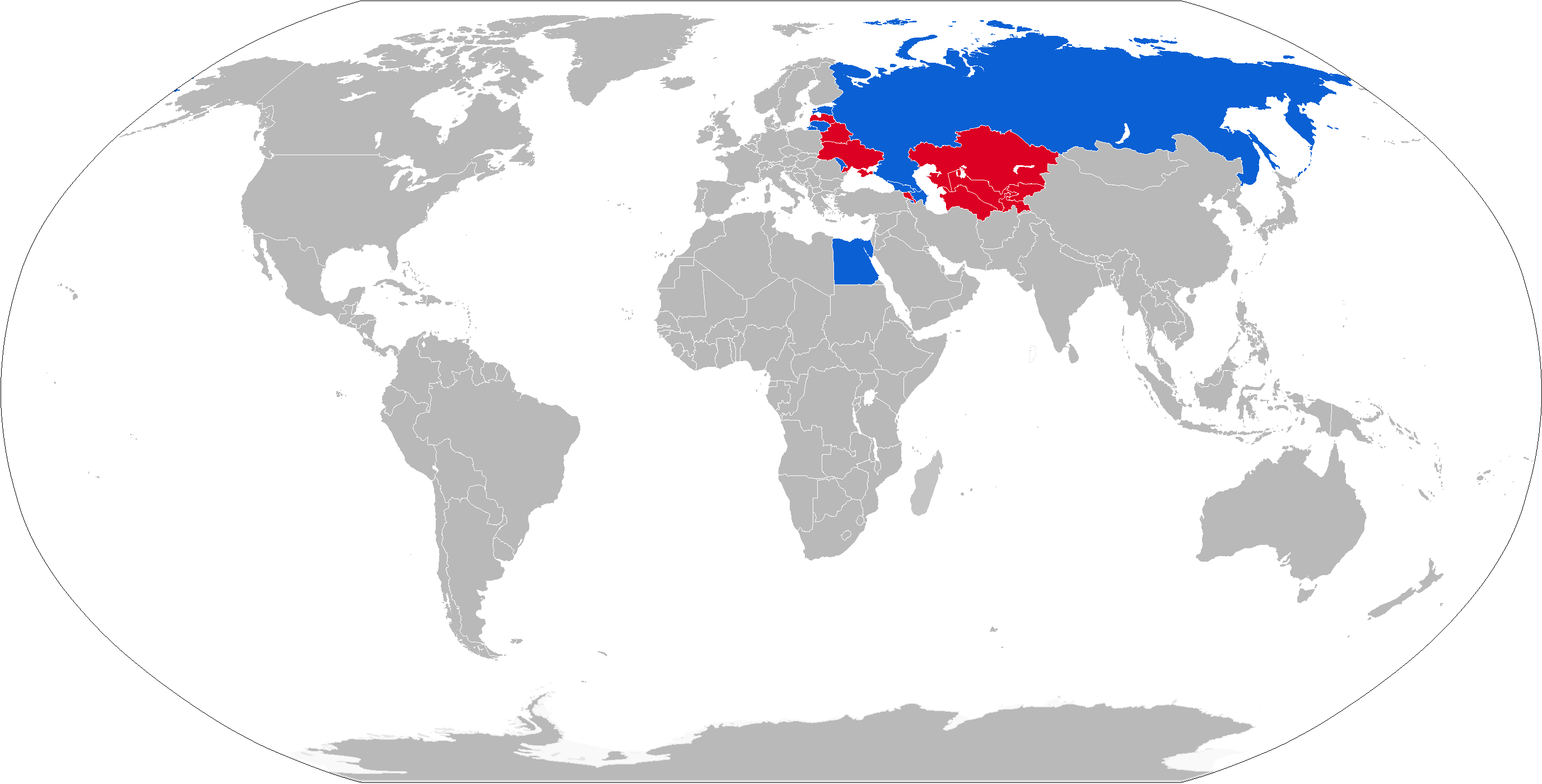
Carte des utilisateurs actuels en bleu, et des utilisateurs l'ayant abandonné en rouge.

### Utilisateurs actuels
- Azerbaijan
- Estonie - 66 en 2023[9]
- Géorgie[10]
- Kazakhstan - 45 en 2023[11]
- Lituanie - 20 en 2023[12]
- Moldavie
- Ouzbékistan - 5 en 2023[13]
- Pologne - 15 en 2023[14]
- Russie[15]

### Utilisateur disparu
- URSS

## Engagements
Il semble avoir été utilisé lors de la guerre civile syrienne. Il est utilisé pendant la guerre russo-ukrainienne.